# Église Saint-André de Ségovie
L’église Saint-André (espagnol : iglesia de San Andrés) est une église romane catholique de la ville espagnole de Ségovie.

## Description
Elle se trouve dans la ville de Ségovie, sur la petite plazuela de la Merced. L'église est située à l'ouest de la petite place et, bien que soumise à des altérations, conserve encore son style roman primitif à deux absides, avec des fenêtres en plein cintre, des colonnes, chapiteaux et motifs byzantins. Sa tour-clocher a trois niveaux, et est surmontée d'une flèche en ardoises. Le portail sud a une statue du saint titulaire.
L'intérieur comporte trois nefs. Le retable majeur a été peints par le ségovian Alonso de Herrera. il contiendrait aussi l'autel du couvent attenant (détruit).

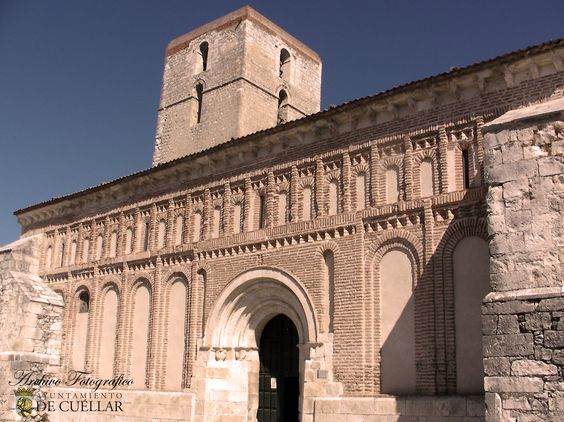
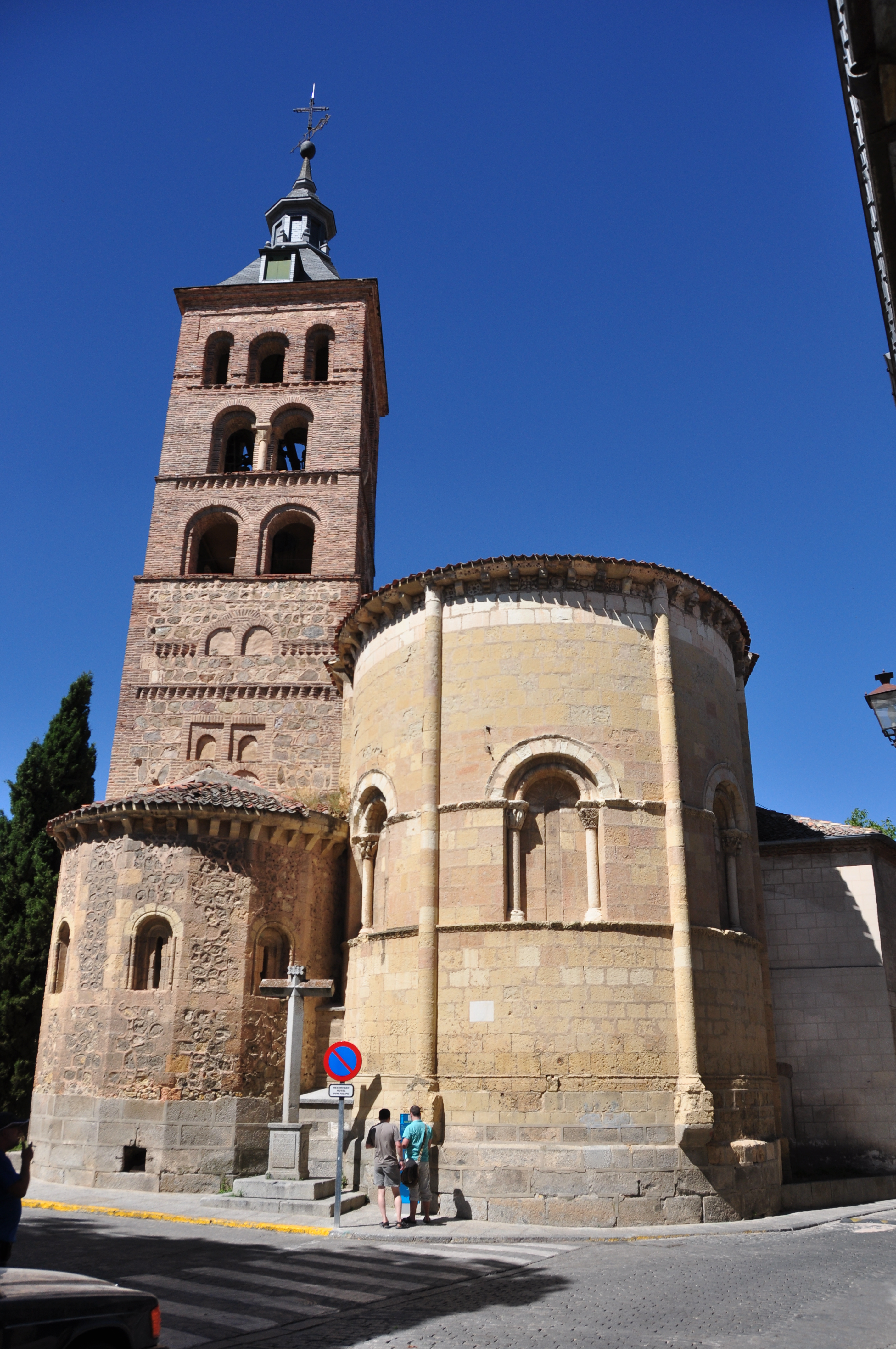
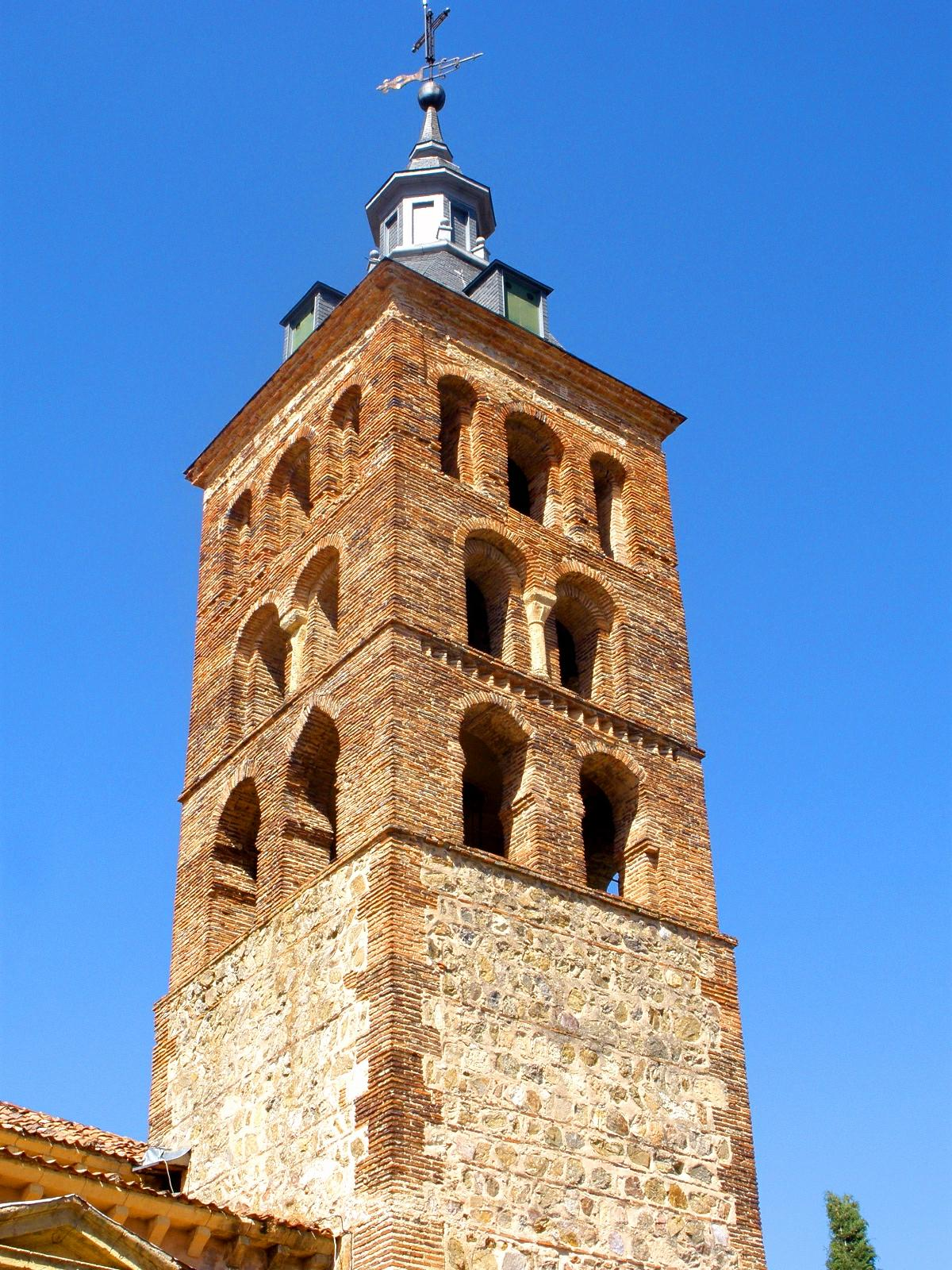
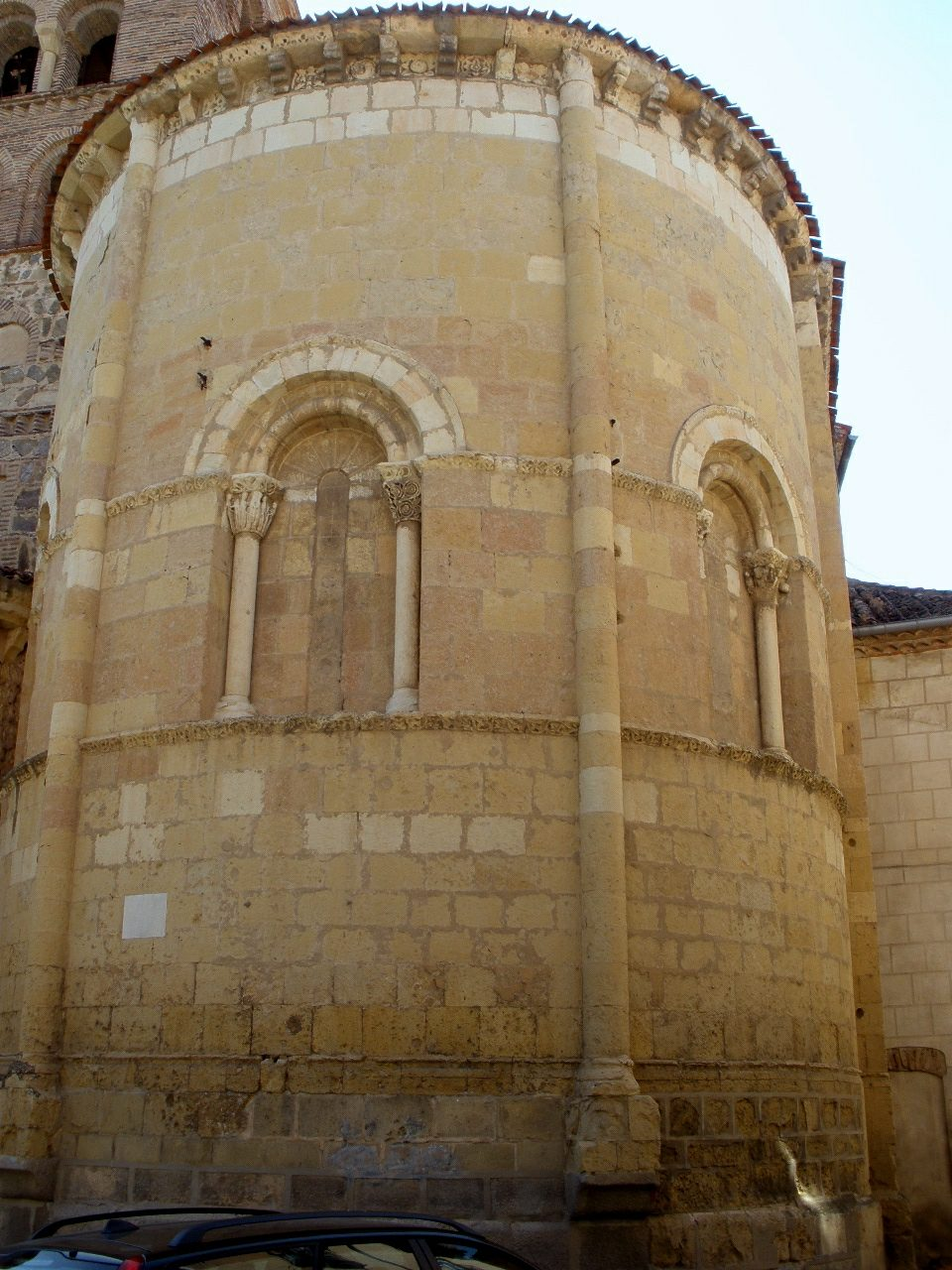